# Caio Júnior
Caio Júnior (8. marts 1965 - 28. november 2016) var en brasiliansk fodboldspiller og træner.